# Aminata Savadogo
Aminata Savadogo (Riga, Latvija, 9. siječnja 1993.) je latvijska pjevačica, tekstopisac i model. Predstavljala je Latviju na Pjesmi Eurovizije 2015. s pjesmom "Love Injected". Svoj prvi album, Inner Voice,  je objavila u travnju 2015.